# Put u ambis
Put u ambis je 2. epizoda stripa Poručnik Tara. Imala je 17 strana. Epizodu je nacrtao Bane Kerac, a scenario napisao Svetozar Obradović. Objavljena je u omladinskom zabavnom magazinu Zlatni kliker u junu 1975. godine.

## Premijerno objavljivanje epizode
Epizoda je premijerno objavljena u zabavnom magazinu Zlatni kliker br. 10, str. 29-45, koji je izašao u oktobru 1975. godine.

## Reprize
Epizoda je reprizno objavljena YU stripu br. 50. iz 1983. godine.